# Guerre de l'Ogaden
Conflit éthio-somalien
Guerre froide
Batailles
Invasion somalienne · Dire Dawa (en) · 1re Djidjiga (en) · Harar (en) · 2e Djidjiga (en) ·
La guerre de l'Ogaden est une guerre qui oppose l'Éthiopie (Derg) et la Somalie entre le 23 juillet 1977 et le 23 mars 1978. Le conflit débute avec l'invasion de l'Ogaden par les troupes de Siad Barre (armée nationale somalienne) afin de constituer la Grande Somalie. Après une première phase du conflit favorable à l'armée somalienne, la situation se renverse en février 1978 et la guerre s'achève par une victoire éthiopienne. Se déroulant durant la guerre froide, ce conflit entraîne l'intervention des deux blocs.

## Contexte

### L'Ogaden, de la fin duXIXesiècleà 1964

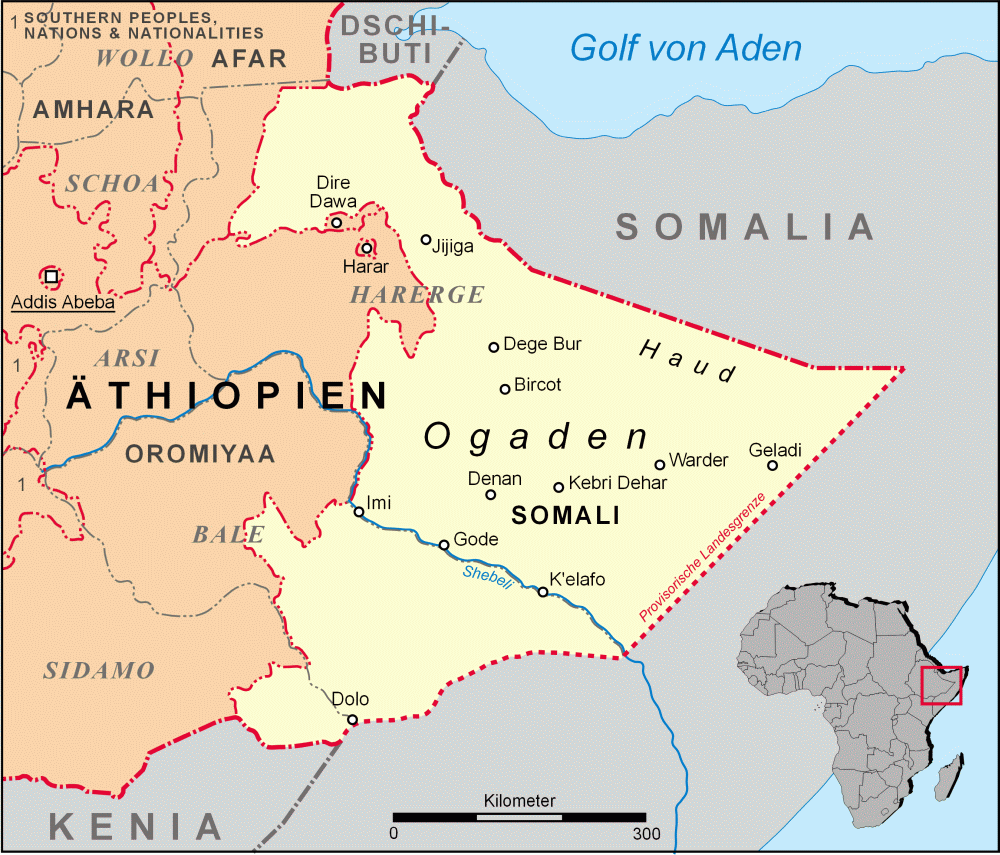
L'Ogaden, territoire éthiopien depuis 1894 est revendiqué par la Somalie.

L'Ogaden est un territoire éthiopien depuis la fin du XIXe siècle ; il est conquis par le ras Mekonnen Welde Mikaél entre 1887 et 1894, dans le cadre des campagnes de Menelik II. Après 1941, à la suite de la libération de l'Éthiopie, les Britanniques occupent l'Ogaden, une « zone réservée » (Reserved Area) proche de l'ex-Somalie italienne, alors aussi sous administration britannique. Un accord est signé entre Londres et Addis Abeba le 31 janvier 1942, qui permet de poursuivre légalement cette occupation. Un nouvel accord, signé le 25 mai 1944, n'amène pas les Britanniques à évacuer l'Ogaden.
Le 4 juin 1946, le secrétaire aux Affaires étrangères britannique, Ernest Bevin, dévoile devant la Chambre des communes un plan nommé « Grande Somalie » (Greater Somalia) prévoyant l'amputation de l'Ogaden et son intégration dans une vaste entité comprenant le Somaliland et la Somalie italienne et regroupant tous les peuples somalis. Ce territoire resterait toutefois sous occupation britannique. Le projet suscite une vive polémique, l'Éthiopie, la France, l'Italie, l'URSS ainsi que les pays africains récemment indépendants rejettent la proposition,. En 1948, après des pressions de Haïlé Sélassié Ier, l'Éthiopie récupère l'Ogaden mais les Britanniques restent dans l'Haud, une région aux terres fertiles, qu'ils quittent à partir 1953 et définitivement en 1956.
Ainsi, de 1942 à 1952, les Britanniques ont occupé tous les territoires peuplés de Somalis à l'exception du sud de Djibouti. Durant cette décennie, ils favorisent la création du Somali Youth Club, devenu plus tard la Somali Youth League. Les divers chefs de clans aussi bien du Somaliland, du Kenya, mais également d'Éthiopie s'y rencontrent et discutent. Dès 1940, la classe politique demande l'unification des peuples somalis ; cet « irrédentisme somali » provoque des tensions en Éthiopie et au Kenya. À long terme, le nationalisme somali, soutenu par les Britanniques, et la volonté de réunir tous les peuples demeurent intacts. Ainsi, le 1er juillet 1960, lorsque la Somalie déclare son indépendance, elle arbore son drapeau, adopté en 1954. Il constitue un véritable « défi » d'après Harold G. Marcus puisqu'une des branches représente l'Ogaden, un territoire qui devra, selon Mogadiscio, se joindre à l'État somalien. Ce n'est que trois années plus tard que les premiers troubles apparaissent dans les régions somalies d'Éthiopie. En février, une rébellion (en), soutenue par la Somalie, éclate dans l'Ogaden. À partir de novembre 1963, la participation de Mogadiscio est active et ouverte. Sous le commandement du général Aman Andom, l'Éthiopie met fin à la révolte en 1964 et un cessez-le-feu est signé le 6 mars 1964. Malgré la victoire éthiopienne, ces revendications inquiètent le gouvernement d'Addis Abeba.

### Situation en Somalie

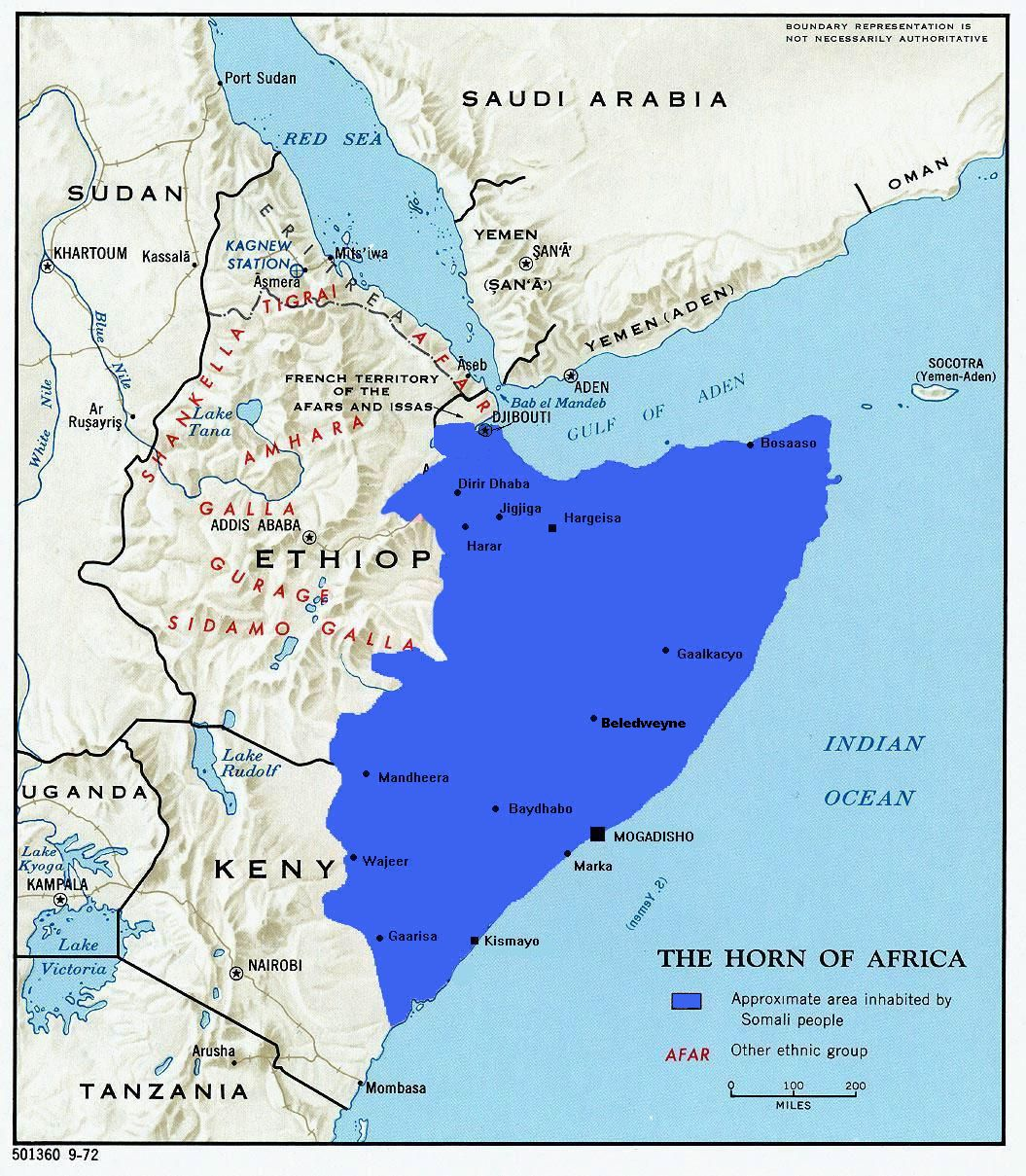
La Grande Somalie, projet d'unification des peuples somalis en un unique État, menace l'intégrité du territoire éthiopien.

Durant les années 1960-1970, la Somalie s'affirme clairement comme un pays socialiste, proche de Moscou. Le 21 octobre 1969, un coup d'État porte Siad Barré au pouvoir. En octobre 1970, lors du premier anniversaire de son accession au pouvoir, il adopte le « socialisme somalien » ayant pour but « déchaînement des forces de production ». L'Union soviétique, présente dans la Corne de l'Afrique depuis le début des années 1960 se rapproche du nouveau régime auquel elle apporte un soutien « plus géopolitique qu'idéologique ».
Siad Barré commence la construction d'une société et d'une économie d'inspiration marxiste-léniniste et soviétique. En juillet 1974, les deux pays signent un traité d'amitié et de coopération et en trois ans, jusqu'en 1977, Moscou livre des armes pour un montant estimé à 300 millions de dollars américains à la Somalie. Cette alliance avec l'URSS permet à Moscou de contrebalancer les bonnes relations des États-Unis avec l'Éthiopie et le Kenya. Moscou utilise par ailleurs le port de Berbera comme base navale.
Vers le milieu des années 1970, malgré la volonté de réforme et de modernisation, le pays est en pleine stagnation. Face à ces difficultés, Siad Barré change de discours, ceux-ci prennent des accents plus nationalistes délaissant progressivement les questions de développement économique et social. En 1974, la Somalie adhère à la Ligue arabe et intensifie son aide envers les mouvements de l'Ogaden et de l'Érythrée. En 1975 et en 1976, elle soutient respectivement la fondation de deux mouvements : le Front de libération de la Somalie occidentale (FLSO), un mouvement déjà existant de façon précaire et « à nouveau créé » et le Front de libération Somali Abo (FLSA). Le premier groupe est actif dans l'Ogaden, qu'il veut rattacher à la Somalie, le deuxième représente la « prétendue aspiration oromo » à la séparation de l'Éthiopie et un rattachement à la « Grande Somalie ». En clair, il s'agit pour Mogadiscio de déstabiliser l'Est éthiopien afin de faciliter l'invasion. C'est dans cette perspective que la Somalie prépare son armée qui a fortement bénéficié de l'aide soviétique depuis le milieu des années 1960. Si la population somalienne ne représente pas un huitième de celle de l'Éthiopie, son armée représente la moitié des forces d'Addis-Abeba. Pour l'aviation, les chars et de nombreux autres équipements, les deux armées sont à parité. La Somalie a suffisamment de matériels et d'approvisionnements pour mener une guerre de six mois :
- 35 000 hommes de l'armée nationale somalienne et 20 000 Ogadenis du FLSO ;
- 250 chars disposant de canon de 105 mm ;
- 300 véhicules de transport de troupes ;
- 200 pièces d'artillerie mobile ;
- 50 chasseurs Mig ;
- 1 escadron de bombardiers Il-28[13].

### Situation en Éthiopie

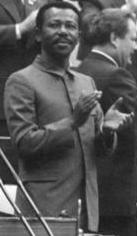
En 1977, Mengistu Haile Mariam, dirigeant du Derg est en pleine consolidation du pouvoir.

En Éthiopie, la monarchie est renversée lors de la révolution de 1974. Une junte militaire, le Derg, prend le pouvoir, rapidement dominée par Mengistu Haile Mariam. L'armée est confrontée à plusieurs fronts internes : en Érythrée où la lutte pour l'indépendance dure depuis 1962 ; contre les mouvements étudiants, autour du EPRP, dont la résistance armée entretient l'insécurité dans les villes  : la Terreur Rouge  ; dans d'autres provinces périphériques (Tigré, Balé, Awsa, etc.), où des maquis tentent de résister au nouveau pouvoir . Mengistu retire alors les forces de commandement du Sud éthiopien afin de renforcer les garnisons encerclées à Asmera, Asseb et Mitsiwa.
À ces difficultés viennent s'ajouter les deux mouvements soutenus par la Somalie : Front de libération de la Somalie occidentale (FLSO), recréé en 1975 et le Front de libération Somali Abo (FLSA), fondé en 1976. Le premier mouvement est « piloté à distance » depuis Mogadiscio dès les années 1960, lorsque son existence est « précaire ». Quant au FLSA, il est censé mobiliser les populations oromos. En raison de la rivalité historique entre les deux peuples, les Oromos sont peu enclins à soutenir les mouvements somalis. Les programmes des deux fronts restent néanmoins essentiellement nationalistes, sans véritable préoccupation pour des projets économiques ou sociaux. Lorsque le contrôle du Derg sur le sud-est semble se relâcher et seule une minorité d'Éthiopiens oromos entre en contact avec les agents somalis. Vers la fin de l'année 1976, des agents du FLSO et FLSA sont actifs dans l'Ogaden et le Balé. Si l'on ne connaît de véritables rébellions, contrairement au nord, on perçoit des tensions et un « bouillonnement » dans le sud-est de l'Éthiopie. Durant l'hiver 1976-1977, les deux fronts infiltrent des armes par la frontière avec la Somalie.
Face à ces « convulsions internes », Siad Barré perçoit la supériorité militaire évidente laissée aux mouvements somalis dans le sud-est. Dans ces conditions, la planification de l'invasion de l'Ogaden débute. Le plan de Siad Barré aurait été de provoquer progressivement une insurrection des deux fronts en profitant de la situation politique trouble. En fait, la guerre est précédée d'une période de pré-conflit pendant laquelle le FLSO et le FLSA tentent de déstabiliser l'autorité gouvernementale dans le sud-est. En juin 1977, le chemin de fer Addis Abeba - Djibouti est coupé par des maquisards somalis, ils touchent à une voie économique et symbolique du pays. Face à l'« irrésistible faiblesse de l'Éthiopie », Barré ne peut résister et décide d'entrer en guerre.

### Un conflit dans le cadre de la guerre froide
Bien que les causes profondes et premières de ce conflit soient historiques, le rôle des puissances de la guerre froide permet de comprendre l'aboutissement de ce conflit. La Somalie alliée de l'URSS, a par conséquent un armement essentiellement soviétique ; à l'opposé, le matériel éthiopien, du moins au début de la guerre, vient des États-Unis en raison des bonnes relations sous le régime de Haïlé Sélassié I. Toutefois, avec l'arrivée au pouvoir du Derg, ces rapports vont évoluer.
En effet, Mengistu, qui reçoit toujours du matériel des États-Unis en accord avec des traités signés sous Haïlé Sélassié, est sur le point de rompre diplomatiquement avec Washington. Malgré la « froideur » du Derg vis-à-vis des États-Unis, ceux-ci maintiennent l'aide militaire jusqu'en 1977, un soutien que de nombreux responsables éthiopiens veulent maintenir face aux livraisons soviétiques à la Somalie. Dans le même temps, Mengistu ne dissimule pas sa volonté d'entrer en contact avec l'URSS. Il est alors secrètement invité à Moscou où il signe le 14 décembre 1976 un accord d'assistance militaire. À long terme, les Soviétiques souhaitent, via l'Éthiopie, établir une hégémonie sur la Corne de l'Afrique. Toutefois, Moscou se trouve « en position difficile » et tente de résoudre le différend pacifiquement. L'Union soviétique soutient le plan de Fidel Castro d'une fédération socialiste incluant l'Éthiopie, la Somalie et le Yémen-sud. D'après Harold G. Marcus, ce plan dévoile la « dévotion servile de l'URSS à l'idéologie » mais également, et surtout, « l'ignorance des questions passionnées de religion et de nationalisme caractérisant les relations internationales de la Corne ».
En parallèle, les relations se dégradent à la suite des pressions de la nouvelle administration Carter sur les droits de l'homme. En avril 1977, Qagnew (en), la base militaire américaine, ainsi que sa mission militaire sont fermées. Il s'agit plus pour Mengistu de feindre un outrage que d'un véritable choix puisque la fermeture a déjà été annoncée sous Haïlé Sélassié. Au début de 1977, les États-Unis reçoivent des messages confidentiels de Siad Barre. Celui-ci semble prêt à rompre les liens avec Moscou si Washington le soutient, un projet que l'Arabie saoudite souhaite appuyer financièrement. Vers juin 1977, les Somaliens tentent de faire croire à Carter que l'Éthiopie est sur le point de l'envahir. Les États-Unis, bien informés, ne prennent pas position pour la Somalie, ni avant, ni lors de l'invasion.

## Déroulement de la guerre

### La grande offensive somalienne:juilletàseptembre 1977
Le 23 juillet 1977, l'armée somalienne traverse officiellement la frontière avec l'Éthiopie et envahit l'Ogaden, dont les positions faiblement protégées, tombent rapidement. Dans l'avant-garde, on trouve des troupes régulières somaliennes « à peine déguisées en combattants du Front de libération de la Somalie occidentale ». Les quelques soldats éthiopiens se trouvant dans les garnisons dispersées résistent difficilement et en à peine une semaine, les villes stratégiques de l'Ogaden, dont la base aérienne de Gode sont sous contrôle somalien.
En août 1977, les Somaliens contrôlent de vastes parties du sud-est de l'Éthiopie. Ils décident de progresser vers les hauts plateaux, habités par les Oromos. Contrairement aux attentes de Siad Barre et du Front Somali Abo, les Oromos se rallient en majorité à la cause éthiopienne.
Le 12 septembre 1977, alors que Mengistu célèbre le troisième anniversaire de la révolution, il subit la « défaite la plus sérieuse » lors de la première bataille de Djidjiga (en). Il s'agit d'une victoire stratégique, puisque la ville de Djidjiga est un point important de la route vers les hauts plateaux orientaux. Durant cette vaste offensive, les chasseurs-bombardiers éthiopiens parviennent à détruire les Mig somaliens. En septembre 1977, 90 % de l'Ogaden est contrôlé par Mogadiscio et l'armée éthiopienne s'est retirée vers des territoires non somalis tels que le Hararghe, le Balé et le Sidamo. À partir de novembre 1977, Harer et Dire Dawa sont assiégées par les Somaliens ; ceux-ci décident alors de poursuivre l'offensive en direction du Hararghe et des hauts plateaux du Balé, de l'Arsi et du Sidamo.

### Le rôle des puissances étrangères
Cette nouvelle progression vers les hauts plateaux orientaux déplaît à l'Union soviétique qui a prévenu Siad Barre, l'appelant à ne pas dépasser les frontières de l'Ogaden. Cette invasion et une « diplomatie adroite » des Éthiopiens amènent les Soviétiques à changer totalement de camp. Cette volonté est apparue dès 1975-1976, Moscou est alors convaincu que l'établissement d'un « marxisme-léninisme authentique » est possible en Éthiopie, « la première puissance de la Corne » plutôt qu'en Somalie. Vers la fin du mois d'août 1977, Siad Barré part à Moscou pour demander la poursuite de l'aide en assurant que l'effondrement de l'Éthiopie est proche. En même temps, il reçoit des livraisons d'Égypte et d'Iran. En raison de la progression somalienne au-delà des frontières de l'Ogaden, l'aide militaire est immédiatement suspendue, les armes sont livrées ouvertement à Mengistu et les conseillers militaires soviétiques sont réassignés de Somalie vers l'Éthiopie.
En septembre 1977, on compte seulement une centaine de Cubains en Éthiopie pour assurer la formation militaire mais pas de Soviétiques. Vers la fin du mois d'octobre 1977, Mengistu se rend à La Havane et à Moscou. Au début du mois de novembre 1977, Raúl Castro part à Moscou avec des généraux qui, plus tard, jouent un rôle déterminant dans la guerre. Durant ces réunions, les officiels décident d'envoyer un important contingent de soldats cubains, accompagné de plus conseillers soviétiques. En outre, les Soviétiques prévoient une livraison massive d'armes. Ce soutien de l'URSS s'explique par la peur de voir disparaître un régime du Derg au profit d'un nouveau gouvernement allié des États-Unis ou d'une gauche qui montre peu d'affection envers Moscou, qualifié de « révisionniste ». Pour l'URSS, la junte semble composée « de militaires marxistes-léninistes sérieux » ; en outre, les liens diplomatiques remontent à Menelik II et Nicolas II. Si les relations ne sont pas rompues avec Siad Barre, celui-ci expulse, le 13 novembre, tous les conseillers soviétiques encore présents. Le 17 novembre, le général Petrov arrive à Addis-Abeba et devient le supérieur des forces soviétiques.

### La défaite somalienne

#### La milice et le réveil du nationalisme éthiopien
Dès juillet 1977, l'invasion a suscité un soutien nationaliste au gouvernement du Derg malgré la récente Terreur rouge, mais la poussée au-delà des frontières de l'Ogaden réveille le nationalisme éthiopien. Le Derg « met la rhétorique marxiste en sourdine » et devient, selon Henze, « le défenseur de la « Mère Éthiopie ». La constitution d'une milice entraînée par la Corée du Nord et équipée par l'URSS a débuté peu avant juillet 1977. Les milices sont entraînées au camp Tateq, dans la banlieue ouest d'Addis Abeba. Le recrutement de la milice s'effectue principalement parmi les Éthiopiens oromos, essentiellement agriculteurs et premiers bénéficiaires de la réforme des terres. La mobilisation se fait par des références historiques rappelant le « rôle des masses » dans le maintien de l'indépendance éthiopienne, Adoua, symbole de l'unité et de  liberté du pays est qualifiée de « victoire du peuple ». Le 25 juin 1977, les 80 000 soldats de la nouvelle milice défilent à Addis-Abeba sous les acclamations de la foule, face à des observateurs européens « ébahis ».
Ce « grand succès » pour Mengistu est suivi par la formation de 240 000 autres hommes envoyés au combat. En six mois, le gouvernement éthiopien est parvenu à rassembler plus de 300 000 hommes envoyés vers le sud-est, suivant le slogan de Mengistu : « Tout vers le front de guerre ». Le rôle de cette milice a été essentiel puisqu'elle a « suffisamment bien combattu » pour permettre à l'armée régulière de se reconstituer. La guerre devient une question définitivement « patriotique » lorsque Mengistu fait appel aux officiers de l'Empire, renvoyés de l'armée en 1974. Leur apport a été principalement logistique et technique. Désormais, cette guerre s'effectue « au-delà des intérêts politiques et de classe. ».
À partir de la fin du mois de septembre 1977, l'armée somalienne, dont les approvisionnements s'épuisent, commence à souffrir. La guerre d'usure qui s'ensuit favorise clairement l'Éthiopie et ses 36 millions d'habitants face aux 5 millions de Somaliens. L'armée éthiopienne voit l'arrivée des nouvelles divisions alors que les forces somaliennes ont atteint leurs limites. À partir de la fin du mois de septembre 1977, les lignes de combats durcissent autour de Dire Dawa et Harar. À ce réveil national vient s'ajouter l'apport de divers pays étrangers, essentiellement l'URSS, Cuba et le Yémen du Sud. L'équipement des Éthiopiens va alors s'améliorer de jour en jour.

#### La contre-offensive éthio-cubaine
À partir de novembre 1977, l'URSS envoie d'importantes quantités d'armes ; en outre, 13 000 à 18 000 Cubains et 4 000 Sud-Yéménites débarquent en Éthiopie. Les premiers ont participé à la contre-attaque alors que les seconds sont formés à utiliser les tanks soviétiques. Durant la dernière semaine de novembre, un pont aérien est organisé pour soutenir les troupes au front. Les transports aérien et maritime se poursuivent jusqu'au début de l'année 1978, amenant les soldats cubains qui participent à la contre-attaque. À la mi-janvier 1978, la dernière attaque somalienne est refoulée. Le 23 janvier 1978, l'offensive éthio-cubaine parvient à repousser les Somaliens qui commencent à se retirer. Après une semaine, Mengistu appelle les Somaliens à quitter le territoire éthiopien ou à subir une « défaite calamiteuse ». La supériorité aérienne des Éthiopiens et l'amélioration de leur moral favorisent leur avancée. Le 12 février 1978, les sièges de Harar et Dire Dawa prennent fin. Après des semaines de bombardement, vers la fin février, la force éthio-cubaine perce les lignes somalis sur la route vers Djidjiga, qui tombe le 5 mars. Le même jour, les hauts plateaux éthiopiens sont totalement libérés et le 9 mars, alors qu'il n'a jamais admis la présence de ses troupes, Siad Barré annonce le retrait mais promet son soutien moral aux deux fronts. L'aide massive apportée à l'Éthiopie s'oppose à l'absence de soutien international à la Somalie. Les grandes puissances et les pays africains soutiennent la notion d'inviolabilité des frontières héritées, bien que la Somalie ait refusé de signer la charte de l'Organisation de l'unité africaine. Le 23 mars 1978, Radio Addis Abeba annonce que le gouvernement éthiopien contrôle à nouveau tous les postes militaires et les centres administratifs de l'Ogaden.

## Bilan et conséquences
Cette guerre a de lourdes conséquences pour les deux principaux belligérants. La guerre de l'Ogaden a ruiné les forces militaires de la Somalie qui a perdu un tiers de ses soldats, trois quarts de ses unités blindées et la moitié de ses forces aériennes. L'État somalien « tout entier fondé sur une idéologie irrédentiste désormais ruinée, entre dans une crise profonde », aboutissant à sa disparition en 1991. En outre, le pays fait face à un important afflux de réfugiés que l'économie nationale ne peut supporter. Souhaitant maintenir le pouvoir, Barré tente de consolider son autorité en délaissant progressivement sa politique unitaire pour une organisation plus clanique divisant la Somalie. L'abandon du projet d'une Grande Somalie est considéré par divers officiers comme une « trahison » de Siad Barré. En 1979, le Front démocratique du salut somalien (en) est fondé par des officiers de l'armée ; plusieurs coups d'État sont tentés entre 1978 et 1981 et les oppositions au régime officiel prennent les armes. Pour le Front de libération de la Somalie occidentale, la défaite de la Somalie lui retire son seul soutien. Pendant deux ans, le FLSO continue ses opérations de guérilla qui prennent définitivement fin en 1981. Ce n'est qu'en 1988, après un second conflit armé, que la frontière de l'Ogaden est reconnue par deux États.
En Éthiopie, le Derg sort grandement renforcé de cette guerre. Cette victoire « non attendue par la majorité des observateurs » permet à l'armée éthiopienne de lancer une nouvelle offensive en Érythrée en juin 1978. La majorité du territoire repasse sous contrôle du gouvernement, à l'exception de l'ouest et l'extrême nord. Le conflit a également été marqué par l'échec du Front de libération Somali Abo qui a tenté de monter les Éthiopiens oromos contre le gouvernement. Or ces populations « sont restées loyales à l'Éthiopie ». Ce « triomphe » pour les militaires marxistes du Derg est consacré le 20 novembre 1978 par la signature d'un « traité d'amitié et de coopération » marquant l'entrée de l'Éthiopie dans le bloc de l'Est. Quant à Mengistu, devenu « dirigeant absolu de l'Éthiopie », ses succès dans l'est et le nord lui laissent plus de marge de liberté pour mener le pays. D'après Bahru Zewde, Mengistu dispose désormais des « ingrédients nécessaires au culte de la personnalité qui marquera la majeure partie de sa carrière ».

### Note
1. ↑  Du 29 avril au 1er mai 1977, plus de 1 000 étudiants sont assassinés par les forces du Derg[15].